# Calore Lucano
Ne doit pas être confondu avec Calore Irpino.
Le Calore Lucano ou Calore salernitano est une rivière de 63 km de long qui coule dans la province de Salerne avant de confluer dans le Sélé, en rive gauche, à proximité des ruines de Paestum.
La rivière est un « site d'importance communautaire » selon la directive européenne 92/43/CEE.

## Origine du nom
Selon l'historien local Alfonso de Blasio, le nom serait issu du terme osque calor, signifiant « rivière qui s'écoule », le terme « Lucano » a été ajouté afin de le différencier du Calore Irpino, avec lequel il est souvent confondu.

## Description
Le Calore Lucano prend sa source sur les pentes septentrionales du mont Cervati (Cilento) à une altitude de 1 460 m, dans la localité de Festole. C'est un affluent de gauche du fleuve Sélé près de Borgo San Cesareo, frazione d'Albanella.
Le cours d'eau d'une longueur de 63 km emprunte uniquement le territoire de la province de Salerne, à l'intérieur du Cilento. Son bassin, surtout sur sa partie supérieure, est dominé par des localités perchées sur des sommets abrupts et difficiles d'accès.
Sur de grandes parties, son cours s'engouffre dans d'étroites et profondes gorges rocheuses appelées Gole del Calore. Les plus spectaculaires sont celles qui se trouvent près de Laurino et la gorge du mont Pescorubino, entre les villes de Magliano Vetere et Felitto. Dans ce secteur, le fleuve a creusé les marmitte dei giganti (marmites des géants), d'énormes trous d'eau creusés par les tourbillons de l'eau. Le Calore Lucano possède trois affluents significatifs, sur sa gauche, le torrent Lumugno et, sur sa droite, les rivières Bianco et Felitto.

## Régime fluvial
Le Calore Lucano possède un bassin de 780 km2. Riche en sources, il permet à la rivière un débit de 29,8 m3/s. En été, le débit de la rivière est fortement appauvri par moments, et asséché par endroits à cause d'importantes captages d'eaux.

## Faune et flore

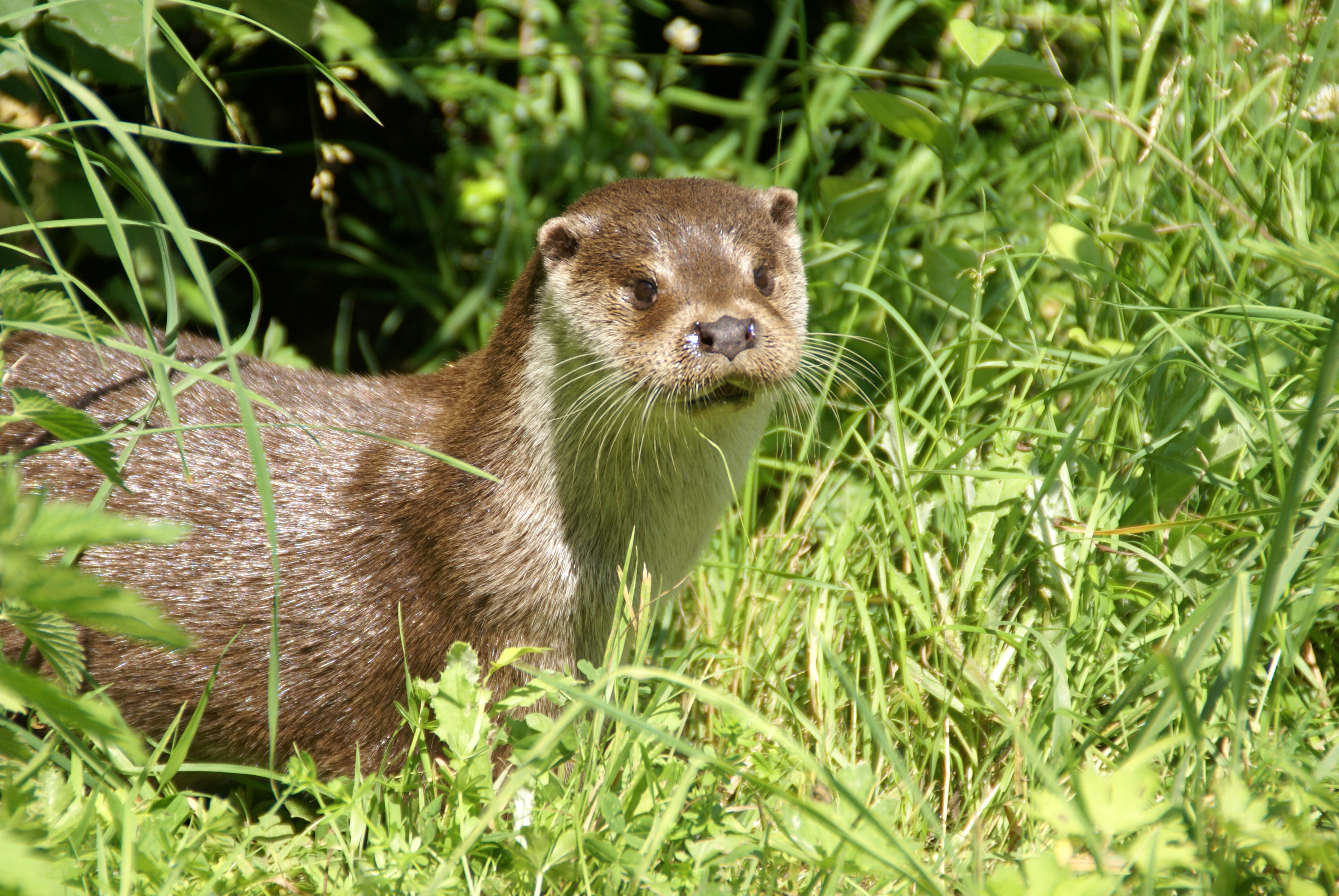
Loutre d'Europe.

Une grande partie du cours emprunte le parc national du Cilento et du Val de Diano, formant des gorges profondes et conservant des plantes d'intérêt botanique : le chêne vert méditerranéen, le charme, le noisetier, l'érable (Acer lobelii) et le laurier ainsi que différentes espèces d'intérêt biogéographique, comme la Portenschlagiella ramosissima, le Geranium macrorrhizum et la Staphylea pinnata.
Un recensement mené par le WWF d'août 1988 à juillet 1989 a identifié 372 espèces de fougères, dont 73 rares et 3 extrêmement rares.
Les hautes parois accueillent des rapaces comme le faucon crécerelle, palombe, buse, faucon.
Les berges sont peuplées de pic vert, martin-pêcheur et merle de roche.
La rivière est aussi un refuge important pour la loutre, hébergeant l'une des plus de grandes populations du territoire italien.
Le fleuve permet également d'emprunter des itinéraires de canotage par les gorges bordées de hautes parois blanches de calcaire façonnées par le cours de la rivière.

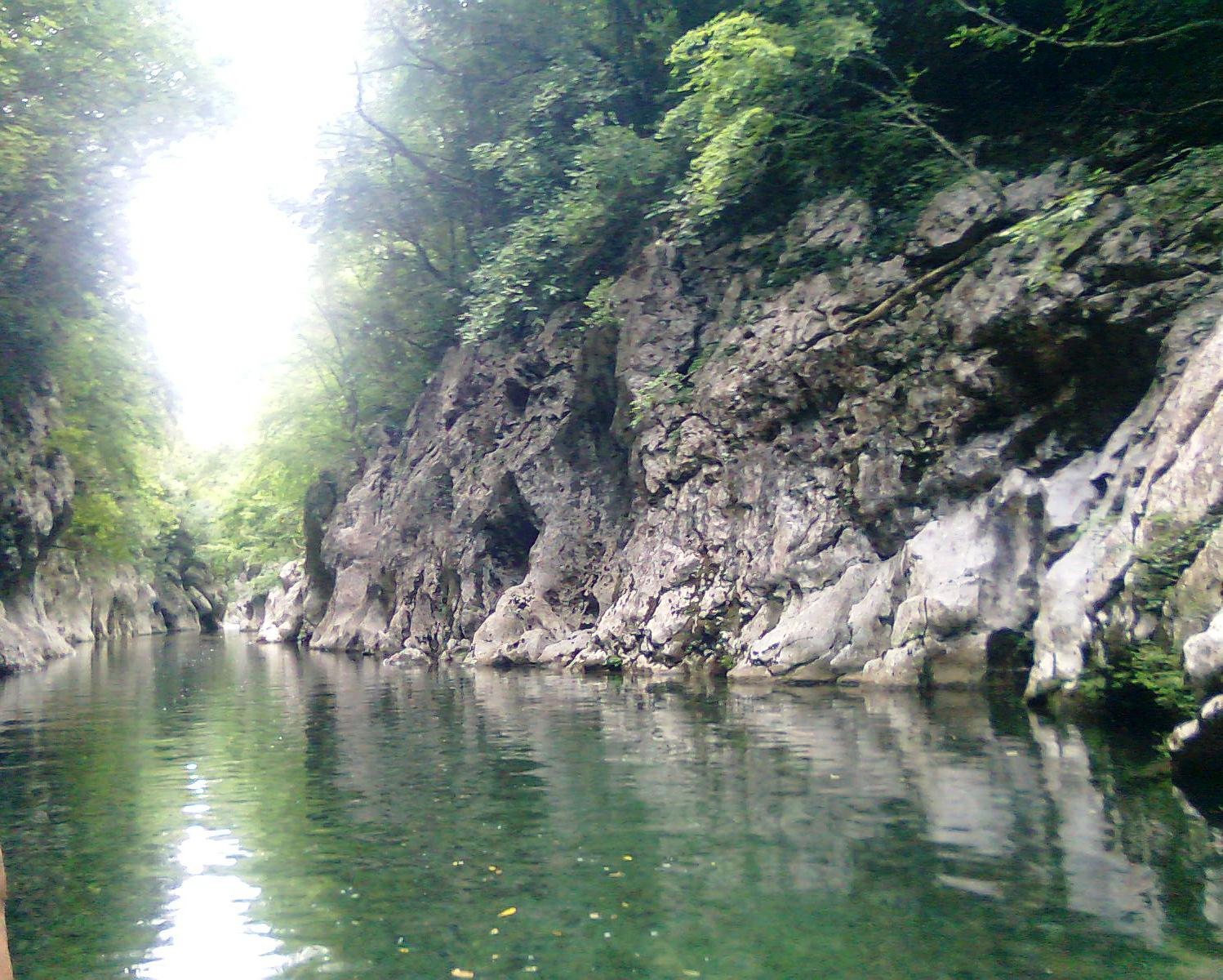
Gorges du Calore Lucano à Romolino.
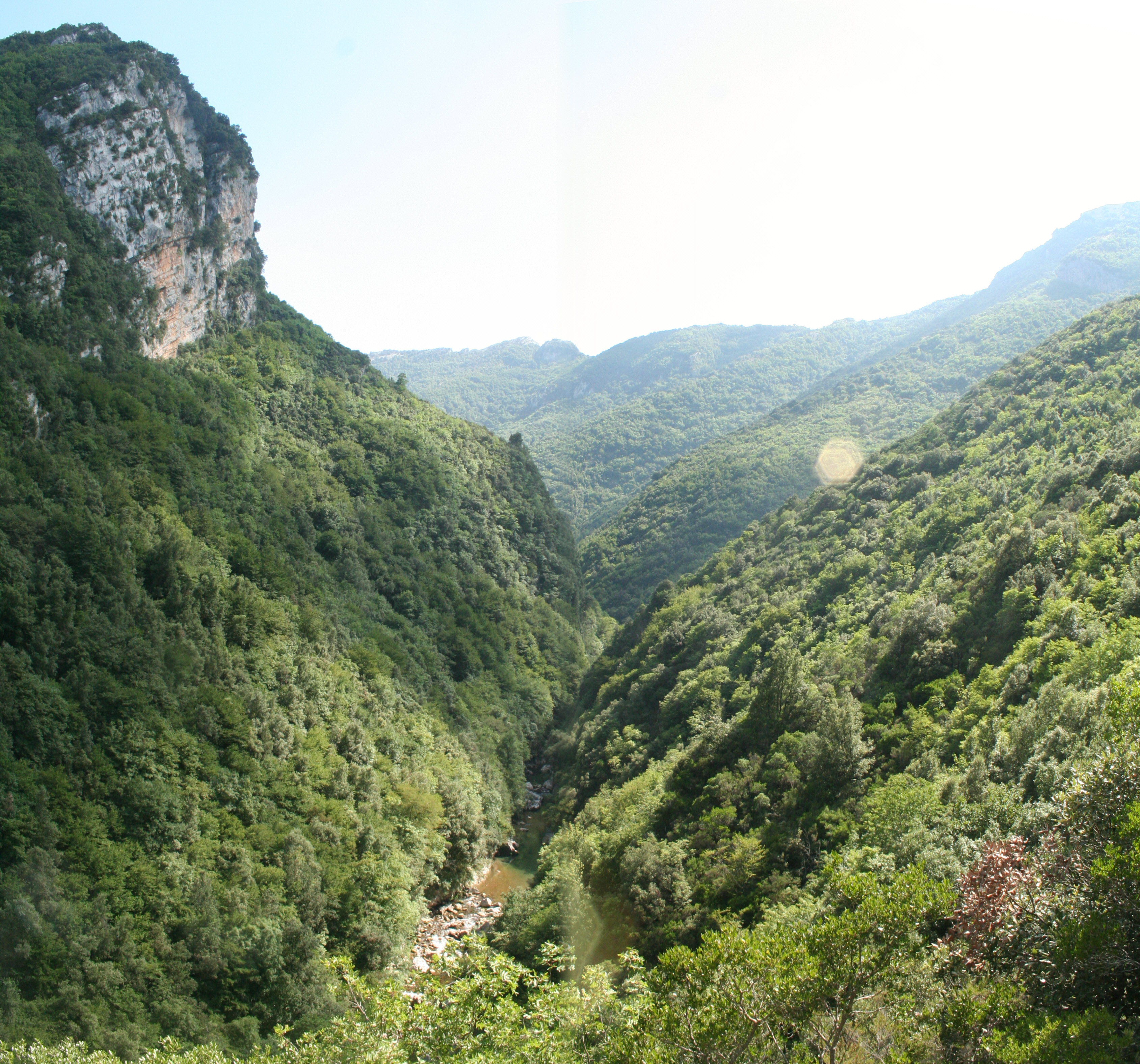
La vallée du Calore Lucano près de Felitto.
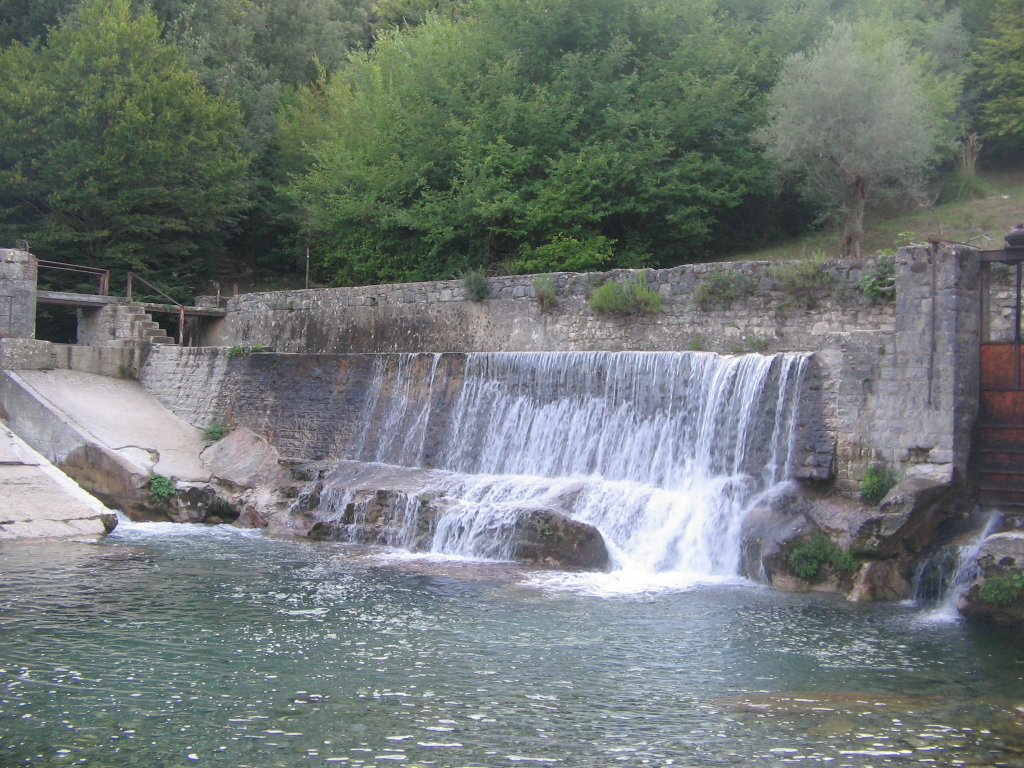
Chutes d'eau près de Felitto.

### Source de la traduction
- (it) Cet article est partiellement ou en totalité issu de l’article de Wikipédia en italien intitulé « Calore Lucano » (voir la liste des auteurs).